# Giuseppe Ugolini
Pour les articles homonymes, voir Ugolini.
Giuseppe Ugolini (né le 6 janvier 1783 à Macerata en Marches, et mort le 19 décembre 1867 à Rome) est un cardinal italien du XIXe siècle.

## Biographie
Giuseppe Ugolini exerce diverses fonctions au sein de la Chambre apostolique. Le pape Grégoire XVI le crée cardinal lors du consistoire du 12 février 1838. Il participe au conclave de 1846, lors duquel Pie IX est élu pape.

### Sources
- Fiche du cardinal sur le site de la FIU